# Velîka Ternivka, Iakîmivka
Velîka Ternivka (în ucraineană Велика Тернівка) este un sat în comuna Novodanîlivka din raionul Iakîmivka, regiunea Zaporijjea, Ucraina.

## Demografie
Componența lingvistică a localității Velîka Ternivka
     Rusă (39,51%)
     Ucraineană (36,76%)
     Bulgară (2,74%)
     Alte limbi (0,14%)
Conform recensământului din 2001, nu exista o limbă vorbită de majoritatea populației, aceasta fiind compusă din vorbitori de rusă (39,51%), ucraineană (36,76%) și bulgară (2,74%).